# Didier Castell-Jacomin
 (février 2023).
Si vous disposez d'ouvrages ou d'articles de référence ou si vous connaissez des sites web de qualité traitant du thème abordé ici, merci de compléter l'article en donnant les références utiles à sa vérifiabilité et en les liant à la section « Notes et références ».
Didier Castell-Jacomin est un pianiste français né à Marseille le 1er mai 1970.

## Biographie
Didier Castell-Jacomin commence à l'âge de 4 ans l’étude du piano. Il rencontre György Cziffra à Senlis à l'âge de 11 ans, puis est admis au conservatoire de Nice d'où il ressort diplômé en 1988 des classes de piano, solfège et déchiffrage. En 1988, après avoir obtenu son baccalauréat au lycée Masséna à Nice, il étudie à Saint-Maur-des-Fossés avec Catherine Collard, puis il rencontre le pianiste Fausto Zadra. Il sera admis dans son École internationale de Piano, Fondation Centre International d'Études Musicales (CIEM) Mozart à Lausanne et à Rome pendant douze ans.
En 1991, il interprète le concerto K.414 de Mozart pour la première fois en concert symphonique, lors de deux concerts d'amitié France-Québec, à Nice, sous la direction du chef d'orchestre québécois Roger-Luc Chayer.
Des salles telles que le Carnegie Hall (New-York) en 2000 et 2008 avec le Forte String Quartet, le Concertgebouw (Amsterdam) en 2000 et 2001, la Philharmonie de Berlin ainsi que la Philharmonie de Baden-Baden entre autres, ont accueilli le pianiste durant ces dix dernières années pour des prestations publiques dans le cadre de tournées. Le pianiste quelle que soit la salle qui l'accueille, ne s’économise jamais sur la qualité de ses prestations et donne le meilleur de lui-même afin de servir au mieux les œuvres qu'il interprète.
En 1999, Didier Castell-Jacomin enregistre sous le label Calliope les concertos de Mozart K.414 et K.415 avec le quatuor des Solistes de l'Orchestre de chambre du Philharmonique de Berlin. Le pianiste a enregistré, depuis, trois autres CD, un récital Mozart (label Calliope), un récital Chopin (label Cristal Records Classic) ainsi qu'un CD de musique russe Tendresse russe (label Cristal Records Classic).
Caroline Haffner, directrice générale du festival « New Year Music Festival » fait appel au pianiste en 2009 pour interpréter (entre autres) un concerto de Haydn (année Haydn).
Lors de son concert au théâtre de l’Athénée à Paris en octobre 2009, Ève Ruggiéri fait la présentation de son enregistrement Polonia (récital d'œuvres de F. Chopin).
Piano 24, revue annuelle de La Lettre du musicien, confiait à Didier Castell-Jacomin l'enregistrement d'un CD de musique russe Tendresse Russe, offert à ses lecteurs, encarté dans le numéro 24 en 2010.
En 2010, il se consacre à l'étude d'une série d'œuvres de femmes compositrices et fait la rencontre de l'arrière-petite-fille de la compositrice Mel Bonis, Christine Géliot, dépositaire de toutes les œuvres de Mel Bonis. De cette rencontre naît un enregistrement consacré aux femmes compositrices que le pianiste a conçu en juillet 2011 dans les studios Teldex à Berlin. Cette même année le compositeur Florent Gauthier publie une œuvre  chez Aedam Musicae qu'il dédie à Christelle Abinasr et Didier Castell-Jacomin. Ce dernier, fera la création de cette œuvre en 2012.
En octobre 2012, le critique musical britannique Norman Lebrecht, de l'Open Letters Monthly, qualifiait Didier Castell-Jacomin de pianiste "éblouissant" en parlant de son interprétation sur le CD "Regards" consacré aux femmes compositrices (Intégral Classic). La même année il obtient pour son enregistrement "Regards" le prix "MAESTRO" décerné par le magazine national "Pianiste" 
Didier Castell-Jacomin, a récemment rencontré le pianiste Paul Badura-Skoda à Vienne (2016). Il s'est ensuivi un concert mémorable à Maastricht en 2017. De cette rencontre est née une réelle amitié ainsi qu'un profond respect l'un pour l'autre. En compagnie du Wiener Kammer Symphonie Quintet  Castell-Jacomin enregistre 2 concerti de Mozart (K.488 et K.246) sous le label Naxos. Ce même label signe Castell-Jacomin pour un enregistrement en 2020  d’œuvres pour piano solo de Schubert. Depuis 2021, a créé le festival "Wave of Art" à Maastricht par le biais de sa fondation Klassika International dont il est le président et où il se produit notamment avec la pianiste Anna Fedorova, il invite également le quatuor "Eurasia Quartet", ou encore les pianistes Roberte Mamou, Tobias Borsboom, Midori Kuhara, Yukiko Hasegawa, le violoncelliste Dimitri Maslennikov ou encore le duo "Monumental Tango" a cette occasion. Le 9 mars 2022 Didier Castell-Jacomin prend l'initiative en coproduction avec le Theater aan Het Vrijthoif , d'organiser un concert au théâtre au bénéfice des victimes de guerre en Ukraine. À cette occasion il réunit une dizaine de nationalités autour de lui, dont des Russes, Ukrainiens, Polonais, Canadiens, Espagnols, Français, entre autres. En 2020 Didier Castell-Jacomin entre dans le cercle des « Steinway Artists ». En 2023, le pianiste présentera son dernier enregistrement Schubert à Hamburg, Berlin, Paris, Bruxelles et Miami, en partenariat avec les pianos Steinway & Sons.

## Discographie
- 2000 : Concerti de Mozart K.414 et K.415 (Calliope)
- 2001 : Mozart Récital (Sonates, Fantaisies, Adagio) (Calliope)
- 2009 : Récital Chopin Album Polonia (Cristal Records Classic)
- 2010 : Récital d'œuvres russes, Album Tendresse russe (Cristal Records Classic)
- 2012 : Concertos de Mozart K.414 et K.415 (Disques A Tempo)
- 2012 : Récital Mozart Fantaisies, Adagio et Sonates (Disques A Tempo)
- 2012 : Récital "Regards" Mel Bonis, Cécile Chaminade, Marianna von Martinez, Clara Schumann (Continuo Classic)
- 2016 : CD avec le quintette à vents "Catalpa" et le clarinettiste Geert Baeckelandt dans un programme de J.B Vanhal (2 sonates pour clarinette/piano) et le quintette op.16 de Beethoven)
- 2019 : CD Mozart/Lachner K.246 & K.488 with the wiener KammerSymphonie Quintet (Excerpts Die Zauberflöte)
- 2022-2023 :  CD Schubert (enregistrement pour Naxos) Lândler, Valses, Ecossaises, Deutscher